# Saison 20 de New York, unité spéciale
Chronologie
Saison 19 Saison 21
Cet article, présente la vingtième saison de New York, unité spéciale, ou La Loi et l'Ordre : Crimes sexuels au Québec, (Law and Order: Special Victims Unit) qui est une série télévisée américaine.

## Distribution

### Acteurs principaux
- Mariska Hargitay (VF : Dominique Dumont) : lieutenant Olivia Benson
- Kelli Giddish (VF : Anne Dolan) : inspecteur Amanda Rollins
- Ice-T (VF : Jean-Paul Pitolin) : sergent Odafin Tutuola
- Peter Scanavino (VF : Jérôme Pauwels) : inspecteur Dominick "Sonny" Carisi, Jr.
- Philip Winchester (VF : Jean-Pascal Quilichini) : substitut du procureur Peter Stone

### Acteurs récurrents

#### Membres de l'Unité spéciale
- Peter Gallagher : chef-adjoint William Dodds (épisodes 18 et 23)
- Dean Winters : Brian Cassidy (épisode 16)
- Lauren Noble : Carmen, secrétaire de Peter Stone (épisodes 2, 9, 12, 13 et 20)

#### Juges
- John Rothman : juge Edward Kofax (épisodes 1, 2, 8 et 15)
- Ami Brabson : juge Karyn Blake (épisodes 2 et 23)
- Aida Turturro : juge Felicia Catano (épisodes 7 et 24)
- Mary Hodges : juge Anita Wright (épisodes 9 et 16)
- Olga Merediz : juge Roberta Martinez (épisode 13)
- Jenna Stern : juge Elana Barth (épisode 15)
- Joe Grifasi : juge Hashi Horowitz (épisode 20)
- Kathryn Kates : juge Marlene Simons (épisode 10)
- Michael Mastro : juge D. Serani (épisode 12)
- Barbara Miluski : juge Lisa Peck (épisode 12)
- Olga Merediz : juge Roberta Martinez (épisode 13)
- Vincent Curatola : juge Al Bertuccio (épisode 14)
- Jenna Stern : juge Elana Barth (épisode 15)

#### Avocats de la défense
- Jennifer Regan : substitut du procureur Kim Caldwell (épisodes 3 et 21)
- Callie Thorne : avocate de la défense Nikki Staines (épisodes 4, 18 et 24)
- Brittany Jeffery : avocate de la défense Leah Simon (épisode 13)
- Joanne Baron : avocat de la défense Diane Schwartz (épisode 15)
- Richard Kind : avocat de la défense William Biegel (épisodes 23 et 24)
- Meredith Holzman : avocate de la défense Naomi Ziegler (épisodes 9 et 23)
- Michael Kostroff : avocat de la défense Evan Braun (épisode 10)
- Ned Eisenberg : avocat de la défense Roger Kessler (épisode 12)
- Steve Rosen : avocat de la défense Michael Guthrie (épisode 12)
- Brittany Jeffery : avocate de la défense Leah Simon (épisode 13)

#### Infirmiers
- Dov Tiefenbach : infirmier Metz (épisodes 1, 7, 13 et 19)
- William Oliver Watkins : infirmier Mido Hamid (épisodes 8 et 15)
- Jolly Abraham : Dr. Patel (épisodes 4 et 20)
- Yvonna Kopacz-Wright : Dr. Darby Wilder (épisodes 3 et 17)

#### Brigade des Mœurs
- Jennifer Esposito : sergent Phoebe Baker (épisode 15)

#### NYPD
- Gillian Glasco : officier Dominique Rivers (épisodes 4 et 19)
- Tom Coiner : officier Chuck Inslow (épisodes 7 et 20)
- Paul Bomba : officier Bobby Nardone (épisodes 8 et 15)
- Erica Camarano : officier Rachel Ortiz (épisodes 10, 18 et 23)
- Barrett Shuler : sergent Ryan Klypska (épisode 16)

#### Entourage de l'Unité spéciale
- Ryan Buggle : Noah Benson (épisodes 1, 2, 5, 8, 12, 18, 23 et 24)
- Charlotte Cabell et Vivian Cabell : Jesse Rollins (épisodes 2, 3 et 13)
- George Newbern : docteur Al Pollack, ex petit-ami de Rollins (épisodes 1, 3, 9 et 13)

## Production
Le 10 mai 2018, la série a été renouvelée pour une vingtième saison.
La vingtième saison, comporte 24 épisodes et est diffusée du 27 septembre 2018 au 16 mai 2019 sur NBC.
En France, la série est diffusée du 9 janvier 2019 au 3 février 2020 sur TF1.
Le dernier épisode de la saison, marque le départ de Philip Winchester qui interprété le substitut du procureur Peter Stone depuis le milieu de la saison 19.

## Liste des épisodes

### Épisode 1:Sois un homme mon fils (1/2)
- États-Unis : 27 septembre 2018 sur NBC
- Belgique : 2 janvier 2019 sur RTL-TVI
- France : 9 janvier 2019 sur TF1

- États-Unis : 5,09 millions de téléspectateurs[2] (première diffusion)
- France : 3,05 millions de téléspectateurs[3] (première diffusion)

- George Newbern : Docteur Al Pollack
- John Rothman : Juge Edward Kofax
- Ryan Buggle : Noah Porter Benson
- Booch O'Connell : Etudiante
- Sowande Tichawonna : Foreman
- Richard Meehan : Brian Conway
- Lisha McKoy : Rebecca Chaster
- Elizabeth Kenney : Gillian Wray
- Jorge Luna : Chase McConnell
- Bryce Romero : Sam Conway
- Ben Rezendes : Nate Backus
- Sally Murphy : Molly Conway
- Dylan Walsh : John Conway
- Kurt Fuller : avocat des droits civils Jed Karey
- Dov Tiefenbach : Fitz
- Brian O'Brien : Gus Haverford
- Ben Rezendes : Nate Backus

Un professeur de sport découvre des taches de sang sur le short d'un de ses élèves, Sam Conway. Ce dernier a passé le week-end à la chasse en compagnie de son père et de son frère mais, traumatisé par son viol, il refuse de dénoncer son agresseur. Alerté par le lycée, l'équipe d'Olivia se rend dans l'établissement pour éclaircir cette histoire. Mais les inspecteurs découvrent que son propre père l'a violé lorsque son épouse le dénonce. Ce dernier apprendrait à ses fils à pratiquer des actes déviants ou violents pour devenir un homme, ce qui l'a poussé à agresser sexuellement son fils. Mais, même lors de son procès, Sam et sa mère nient les faits et continuent à le protéger. 

### Épisode 2:Sois un homme mon fils (2/2)
- États-Unis : 27 septembre 2018 sur NBC
- Belgique : 2 janvier 2019 sur RTL-TVI
- France : 9 janvier 2019 sur TF1

- États-Unis : 5,09 millions de téléspectateurs[2] (première diffusion)
- France : 2,87 millions de téléspectateurs[3] (première diffusion)

- Ryan Buggle : Noah Porter Benson
- Richard Meehan : Brian Conway
- Lisha McKoy : Rebecca Chaster
- Elizabeth Kenney : Gillian Wray
- Charlotte Cabell : Jesse Rollins
- Bryce Romero : Sam Conway
- Ben Rezendes : Nate Backus
- Sally Murphy : Molly Conway
- Dylan Walsh : John Conway
- Sandrine Holt : Dr Lisa Abernathy
- Lauren Noble : Carmen
- Kurt Fuller : avocat des droits civils Jed Karey
- Dov Tiefenbach : Fitz

### Épisode 3:À la frontière du légal
- États-Unis : 4 octobre 2018 sur NBC
- Belgique : 9 janvier 2019 sur RTL-TVI
- France : 16 janvier 2019 sur TF1

- États-Unis : 4,21 millions de téléspectateurs[5] (première diffusion)
- France : 2,93 millions de téléspectateurs[6] (première diffusion)

- Yvonna Kopacz Wright : Docteur Darby Wilder
- Carl Weathers : Procureur Mark Jefferies
- George Newbern : Docteur Al Pollack
- Shane Patrick Kearns : Luke Frances
- Nancy Evans : Josephine Moscowitz
- Rudy De La Cruz : Diego Vasquez
- Meg Gibson : Juge Edith Milbanks
- Nicolas J. Coleman : Chad Moore
- Zoe Sophia Garcia : Maria Sosa
- Charlotte Cabell : Jesse Rollins
- Scarlett Lopez : Gabriela Sosa
- Jennifer Regan : Kim Caldwell
- Ademide Akintilo Chinia Iwobi
- Josh Tower : Alan Wellback
- Rileigh McDonald : Delilah
- Andy Powers : Jeff Phelps
- Polly Lee : Kelly Wellback
- Zoe Garcia : Maria Sosa
- Victoria Oliver : Ashley
- Graham Winton : Vince

### Épisode 4:Les Hommes qui n'aimaient pas les femmes
- États-Unis : 11 octobre 2018 sur NBC
- Belgique : 9 janvier 2019 sur RTL-TVI
- France : 16 janvier 2019 sur TF1

- États-Unis : 4,44 millions de téléspectateurs[7] (première diffusion)
- France : 2,49 millions de téléspectateurs[6] (première diffusion)

- Paterson Townsend : Jake Sanders
- Donna Del Bueno : Linda Carnasis
- Kennedy McMann : Carol Solomon
- Tom Titone : Juge Joshua Goldfarb
- Megan McQuillan : Brianna Moore
- Nicolas J. Coleman : Chad Moore
- Gillian Glasco : Dominique Rivers
- Deirdre Madigan : Melanie Pierce
- Emma Fitzpatrick : Beth Palmer
- Jolly Abraham : Docteur Patel
- Kyle Decker : Tate Brightman
- Will Dagger : Chris Carnasis
- Louis Mustillo : Dave Arnold
- Sarah Rich : Anne Whitman
- Eric Freeman : Rick Karsch
- Ethan Slater : Riley Porter
- Steven Maier : Tony Kelly
- Maggie Weston : Brooke
- Ric Reitz : Danny Quinn
- Rick Irwin : Paolo Ricci
- Victoria Oliver : Ashley
- Elizabeth Tanick : Jenna
- Max Meisel : Brock
- Victoria Adams-Zischke : Nancy Quinn

### Épisode 5:Ensemble toujours plus fortes
- États-Unis : 18 octobre 2018 sur NBC
- Belgique : 16 janvier 2019 sur RTL-TVI
- France : 5 juin 2019 sur TF1

- États-Unis : 3,95 millions de téléspectateurs[8] (première diffusion)

- George Newbern : Docteur Al Pollack
- Sebastian Roché : Arlo Beck
- Ryan Buggle : Noah Porter Benson
- Jeffrey M. Bender : Richard Shane
- Rebecca Watson : Laura Shane
- Chase Burnett : Tyler Goodrich
- Lili Simmons : Gina Goodrich
- America Olivo : Claudia Bell
- Sarah Carter : Lilah Finch
- Lexi Lapp : Vicky Parson
- Tara Westwood : Marina Basso
- Alice Hamid : Nanette
- Ngo Okafor : Wyatt
- Lance Daniels : Brad Simon
- William DePaolo : Clayton Rogers
- Sara Masterton : Abby Shane

### Épisode 6:La Mémoire en exil
- États-Unis : 25 octobre 2018 sur NBC
- France : 9 janvier 2019 sur TF1
- Belgique : 16 janvier 2019 sur RTL-TVI

- États-Unis : 4,22 millions de téléspectateurs[9] (première diffusion)

- Aimee Spring Fortier : Grace Walker/Sophie Simmons
- Teri Hansen : Patricia Simmons
- Betsy Aidem : Docteur Sloane
- Jack Robinson : Silas Perry
- Sandrine Holt : Dr Lisa Abernathy
- Elise Rovinsky : Ann Miller
- Tim Bohn : Mark Simmons
- James Lee Ryan : Tommy
- Martin PfefferKorn : Mitch
- Mat Vairo : Drew Brogan
- Tara Polhemus : Kirsten
- Melvin Abston : Chet
- Kaci Tansey : Mandy
- Betsy Aidem : Dr. Sloane
- Sulekha Ebelle : technicienne CSU Vega

### Épisode 7:La Gardienne des anges
- États-Unis : 1er novembre 2018 sur NBC
- Belgique : 23 janvier 2019 sur RTL-TVI
- France : 5 juin 2019 sur TF1

- États-Unis : 4,62 millions de téléspectateurs[10] (première diffusion)

- Aida Turturro : Juge Felicia Catano
- Michael Lawrence : Tom Bernstein
- Soleidy Mendez : Delores Alverez
- Cesar J. Rosado : Emilio Alverez
- Gary Basaraba : William O'Boyle
- Alan Ariano : Juge Lee Wong
- Sasha Alexander : Anna Mill
- Johanna Talentino : Ximena
- Tom Coiner : officier Chuck Inslow
- Sandrine Holt : Dr Lisa Abernathy
- Scott Bryce : Bill Schwartz
- Dov Tiefenbach : Fitz
- Chelsea Watts : Lilly
- Georgia Kate Haege : Daria
- Keziah John-Paul : Mavis
- Cyce Sadsad : Julianna
- Jake Casey : Charlie Mill

### Épisode 8:Le Sommet de la chaîne alimentaire
- États-Unis : 8 novembre 2018 sur NBC
- France : 16 janvier 2019 sur TF1
- Belgique : 23 janvier 2019 sur RTL-TVI

- États-Unis : 4,44 millions de téléspectateurs[11] (première diffusion)

- Luke Kirby : Andrew Liebowitz
- Jacob Pitts : Substitut du procureur Chris Hodges
- Martin Barabas : Juge Lawrence Gregory
- Genevieve Angelson : Kayla Morgan
- William Oliver Watkins : Mido Hamid
- Anthony Chatmon(II) : Darius Moore
- John Rothman : Juge Edward Kofax
- Eileen Weisinger : Rhonda Williams
- Ryan Buggle : Noah Porter Benson
- Randy Ramos Jr; : Marco Meiojas
- Nathan Faudree : Brian Matthews
- Amanda Warren : Regina Carter
- Tiffany Villarin : Lizzy Walczak
- Paul Bomba : Bobby Nardone
- Sara Bues : Bethany Fisher
- Tim Farley : Michael Boykin
- Georgia Warner : Danielle
- Shiva Kumar : Niraj Patel
- Sydney Lemmon (en) : Suzie
- Morgan Marcell : Lauren
- Lora Lee Gayer : Emily Holmes

### Épisode 9:Erreur du passé
- États-Unis : 15 novembre 2018 sur NBC
- Belgique : 3 avril 2019 sur RTL-TVI
- France : 30 octobre 2019 sur TF1

- États-Unis : 4,00 millions de téléspectateurs[12] (première diffusion)
- France : 1,54 million de téléspectateurs[13] (première diffusion)

- George Newbern : Docteur Al Pollack
- Alexandra Breckenridge : Sarah Kent
- Meredith Holzman : Naomi Ziegler
- Inga Schlingmann : Leanne Rose
- Mary Hodges : Juge Anita Wright
- Shawn Parsons : Roger Madden
- Eddie Hargitay : Eddie Montero
- Tessa Albertson : Alicia Beck
- Austin Peck : Reggie Gregg
- Kevin Kane(IV) : Gary Kent
- Lauren Noble : Carmen

### Épisode 10:Un roman d'aveu
- États-Unis : 29 novembre 2018 sur NBC
- Belgique : 3 avril 2019 sur RTL-TVI
- France : 11 septembre 2019 sur TF1

- États-Unis : 3,88 millions de téléspectateurs[14] (première diffusion)

- Najat Arkadan Arkadan Washington : Maggie
- Kathryn Kates : Juge Marlene Simmons
- Wallace Shawn : Benjamin Edelman
- Calhoun Koenig : Bobby O'Rourke
- Eddie Hargitay : Eddie Montero
- Erica Camarano : Rachel Ortiz
- Judd Hirsch : Joseph Edelman
- Michael Kostroff : Evan Braun
- David McElwee : Will Glover
- Jayce Bartok : Walter Evans
- Katie Hartke : Karen Glover
- James Beaman : Oscar
- Elijah Guo : Cal Carver

### Épisode 11:Plastique parfaite
- États-Unis : 10 janvier 2019 sur NBC
- Belgique : 10 avril 2019 sur RTL-TVI
- France : 18 septembre 2019 sur TF1

- États-Unis : 3,99 millions de téléspectateurs[15] (première diffusion)

- Alyssa Sutherland : Sadie Parker / Cici Taylor
- Mark Feuerstein : Docteur Heath Barron
- Allison Thomas Lee : Louise Halperin
- Angela Jaenneau : Melissa Nochack
- Jasmine Sadè Richard-Brook : Trina
- Caroline Lagerfelt : Tamara Kimbel
- Nedra McClyde : llana Benjamin
- Jennifer Mckenzie : Amber Jones
- Raquel Nave : Nita Markinson
- Willa Fitzgerald : Ava Parcell
- Kevin O'Rourke : Hal Taylor
- Jane Bruce : Jenny Abrams
- Bradley Rose : Leo Black
- Clayton Dean Smith : Bill
- Ian Knauer : Seth

### Épisode 12:Le Violeur de l'infini
- États-Unis : 17 janvier 2019 sur NBC
- Belgique : 10 avril 2019 sur RTL-TVI
- France : 25 septembre 2019 sur TF1

- États-Unis : 4,24 millions de téléspectateurs[16] (première diffusion)

- Sarah Ellen Stephens : officier Selena Gaines
- Sinem Nejla Gulturk : Teresa Graf
- Elizabeth Stahlmann : Amy Gardner
- John Raymond Barker : Karl Patton
- Ryan Buggle : Noah Porter Benson
- Rebecca Creskoff : Claire Newbury
- Sinem Nejla Gulturk : Teresa Graf
- Carol Ann DeMarco : Mae Patton
- Michael Mastro : Juge M. Serani
- Ned Eisenberg : Roger Kressler
- Jude Ciccolella : Edgar Noone
- Steven Marcus : Mike Vernon
- Jake O'Connor : Gavin Baker
- Barbara Miluski : Lisa Peck
- Eden Malyn : April Baker
- Lauren Noble : Carmen
- Steve Rosen : Guthrie

### Épisode 13:Les Malheurs de Shakespeare
- États-Unis : 31 janvier 2019 sur NBC
- Belgique : 17 avril 2019 sur RTL-TVI
- France : 2 octobre 2019 sur TF1

- États-Unis : 4,60 millions de téléspectateurs[17] (première diffusion)

- Mark Tallman : Détective Sam Williams
- Olga Merediz : Juge Roberta Martinez
- George Newbern : Docteur Al Pollack
- Zoe Margaret Colletti : Britney Moore
- Jason Bentley Jones : Call Center #2
- Valencia Yearwood : Denise Jackson
- Lauren Hooper : Mary Carmichael
- Charlotte Cabell : Jesse Rollins
- Talitha Bateman : Laura Moore
- Bethany Caputo : Izzy Budnick
- Madison Cruz : Call Center #1
- Brittany Jeffery : Leah Simon
- Alex Kramer : Greg Callahan
- Lucia Spina : Alexis Farrow
- Arielle Yoder : Susan Bard
- Lauren Noble : Carmen
- Ariel Shafir : Avi Meyer
- Dov Tiefenbach : Fitz

### Épisode 14:Quatre flics en colère
- États-Unis : 7 février 2019 sur NBC
- Belgique : 17 avril 2019 sur RTL-TVI
- France : 20 novembre 2019 sur TF1

- États-Unis : 4,15 millions de téléspectateurs[18] (première diffusion)

- Paula Malcomson : Avocate Stella Russell
- Nicholas Turturro : Détective Danny Bucci
- Vincent Curatola : Juge Al Bertuccio
- Amy Rutberg : Annabeth Pearl
- Art McFarland : Charlie

### Épisode 15:La Maison de poupées
- États-Unis : 14 février 2019 sur NBC
- Belgique : 24 avril 2019 sur RTL-TVI
- France : 6 janvier 2020 sur TF1

- États-Unis : 4,18 millions de téléspectateurs[19] (première diffusion)

- Giuseppe Ardizzone : Officier de permanence Shaan Gujjar
- Misha Whalen : Substitut du procureur Alice Schultz
- Patrick Halley : Chargé des dossiers Morris
- Jennifer Esposito : Sergent Phoebe Baker
- William Oliver Watkins : Mido Hamid
- John Rothman : Juge Edward Kofax
- Baylen Thomas : Collum O'Connor
- Robert LuPone : Monsieur Paretto
- Adrian Alvarado : Carlos Ramirez
- Rebecca Forsythe : Anne Kuzmin
- Michael Quattrone : Jimmy Perillo
- Sophie Lee Morris : Torie Meeks
- Joanne Baron : Diane Schwartz
- Jenna Stern : Juge Elana Barth
- Dwelvan David : Devon Jones
- Paul Bomba : Bobby Nardone
- Suzette Gunn : Felicia Targett
- Dave Bachman : Leon LaRue
- Dave Adams : Point CSU
- Michael Bernardi : l'hôte

### Épisode 16:Affronter ses démons
- États-Unis : 21 février 2019 sur NBC
- Belgique : 24 avril 2019 sur RTL-TVI
- France : 23 octobre 2019 sur TF1

- États-Unis : 4,00 millions de téléspectateurs[20] (première diffusion)

- Selenis Leyva : Avocate de la défense Samantha Morgan
- Dean Winters : Détective Brian Cassidy
- Jonathan Walker(II) : Nathan Fuller
- Mary Hodges : Juge Anita Wright
- Nancy Lagrant : Tina Anderson
- Billy Wheelan : Ted Dennison
- Jason Cottle : Rob Dennison
- Lydia Jordan : Helen Schiller
- Barrett Shuler : sergent Ryan Klypka
- Harry O'Reilly : Tom Meyers
- Tom Martin : Mich Anderson
- William Sadler : Gary Dolan
- Jordon Bolden : Billy Ryan
- Virginia Preston : Madison
- Sammy Voit : Micah jeune
- Justin Mark : Micah Fuller
- Jasmine Batchelor : Katie
- Sayra Player : Amy Fuller
- P.J. Marshall : Leo Berry
- Sam Morales : Felicity
- Tamya Taylor : Sasha
- Wiil Coombs : Jason

### Épisode 17:L'Homme à l'écharpe jaune
- États-Unis : 14 mars 2019 sur NBC
- Belgique : 1er mai 2019 sur RTL-TVI
- France : 9 octobre 2019 sur TF1

- États-Unis : 4,11 millions de téléspectateurs[21] (première diffusion)

- Yvonna Kopacz Wright : Docteur Darby Wilder
- Jim Schubin : Emerson Mauer / Kevin Brown
- Anton Obeid : le propriétaire du Bodega
- Sean McDermott (acteur) : Griffin Shaw
- Roy Jackson : Officier Perry Wagner
- Amanda Leigh Cobb : Paige Black
- Johnny Gonzales : Orlando Perez
- Tricia Merrick : Susan Landsman
- Alison McCartan : Diane Brown
- Ryan Castro : Jamie Johnston
- Brian Sheppard : Soren West
- Violet McGraw : Bailey Shaw
- Laura Gourdine : Lookie-Loo
- Ines del Castillo : Andie Poci
- Chloe Webb : Rowan Mauer
- Michael Sirow : Adam Kuhn
- Jaime Effros : Henry Marks
- Eden McWilliams : Martin
- William C. Tate : Hank
- Rick Lyon : Marv

### Épisode 18:Le Loup et l'Agneau
- États-Unis : 21 mars 2019 sur NBC
- Belgique : 1er mai 2019 sur RTL-TVI
- France : 20 janvier 2020 sur TF1

- États-Unis : 4,29 millions de téléspectateurs[22] (première diffusion)

- Peter Gallagher : Chef Adjoint Williams Dodds
- Ryan Buggle : Noah Porter Benson
- John Bermudez : Andrew Rogers
- Chris Davis (acteur) : le barman
- Paul Hickert : Alphonse D'Osso
- Charlie Thurston : David Smith
- Erica Camarano : Rachel Ortiz
- Casey Braxton : Joe Alvarado
- Ian Blackman : Juge Leonard
- Callie Thorne : Nikki Staines
- Jillian Rose : Attica Staines
- Victoria Prescott : Claudia
- Erica Tachoir : la joggeuse
- Jerry Clicquot : J.J. Austen
- Titus Welliver : Rob Miller
- Patrice Bell : Tasha Ali
- Ngo Okafor : Wyatt

### Épisode 19:Vous ne pouvez pas embrasser la mariée
- États-Unis : 4 avril 2019 sur NBC
- Belgique : 11 septembre 2019 sur RTL-TVI
- France : 6 novembre 2019 sur TF1

- États-Unis : 3,93 millions de téléspectateurs[23] (première diffusion)

- Pamela Jayne Morgan : Avocate Goffman
- T.J. Thyne : Docteur Joshua Hensley
- Maureen Sebastian : Lana Stallworth
- Amor Owens : Samantha Stallworth
- Gillian Glasco : officier Dominique Rivers
- Maria Farrow : M.E. Carol Paz
- Poppy Liu : Hannah Berkowitz
- Ron Domingo : Bill Stallworth
- Shiri Appleby : Kitty Bennett
- Garrett Turner : Bo Albrecht
- Josephine Huang : Heidi
- Gabriella Certo : Mindy
- Shannon Weiss :  Beth
- Michelle Yazvac : April
- Casimir Gregory : Eric
- Juan Carlos Diaz : Ari
- Dov Tiefenbach : Fitz
- Tod Engle : le prêtre
- Matt Riker : Alan
- Kurt Uy : Todd

### Épisode 20:La Petite Fille modèle
- États-Unis : 11 avril 2019 sur NBC
- Belgique : 11 septembre 2019 sur RTL-TVI
- France : 16 octobre 2019 sur TF1

- États-Unis : 3,94 millions de téléspectateurs[24] (première diffusion)

- Stephen Tobolowsky : Monsieur Kayman
- Raissa Katona Bennett : Joan Galahan
- Christopher Piccione : Marcus Tolliver
- Jonathan Fielding : Edwin Mayberry
- Richard Prioleau : John Woodward
- Pamela Mitchell : Penelope Archer
- Eowyn Young : Mackenzie Tolliver
- Joe Grifasi : Juge Hashi Horowitz
- Anna Van Patten : Emilia Barassi
- Naveen Paddock : Logan Larson
- Jenny Anne Hochberg : Cassie
- Jeremy Lanuti : Chase Madera
- Jolly Abraham : Docteur Patel
- Derek Cecil : Garrett Howard
- JD Taylor : Quentin Dreyfus
- Tom Coiner : Chuck Inslow
- Lauren Noble : Carmen
- Alison Maybaum : Lola

### Épisode 21:Échange linguistique
- États-Unis : 25 avril 2019 sur NBC
- Belgique : 18 septembre 2019 sur RTL-TVI
- France : 13 novembre 2019 sur TF1

- États-Unis : 3,63 millions de téléspectateurs[25] (première diffusion)

- Satomi Hofmann : Docteur Nancy Mayer
- Natasha Lopez Cruz : Gabriela Montes
- Darren Goldstein : Richard Matthews
- Laura Lamberti : Alessandra Barassi
- Isabella Pisacane : Lara Barassi
- James Gribbins : Tommy Burke
- Jennifer Regan : Kim Caldwell
- Irene Rivera : Martha Kershan
- Terron Jones : Oscar Grove
- Mike McGowan : Alex Kay
- Erin Dilly : Mary Matthews
- Christopher Flaim : Bill
- Laura Guzman : Helen

### Épisode 22:La Guerre des mots
- États-Unis : 2 mai 2019 sur NBC
- Belgique : 18 septembre 2019 sur RTL-TVI
- France : 13 janvier 2020 sur TF1

- États-Unis : 3,95 millions de téléspectateurs[26] (première diffusion)

- Orlando Jones : Justin "Snake" Anderson
- Deandre Leatherbury : Andreas Harper
- Amber Stevens West : Dallas Monroe
- Vanessa Bontea : une ambulancière
- Matthew Dunivan : reporter de LMZ
- Milan Marsh : Lexington Monroe
- Nathan Scherich : Officier Miller
- Jonas Cohen : Stephen Kaplan
- L. Scott Caldwell : Jo Anderson
- Lee R. Sellars : Mitch Connelly
- Marty Grabstein : Amir Khoury
- Elizabeth Tate : Victoria Lewis
- Mitchell Cetuk : Officier Clark
- Justyn T. Henry : un enfant
- Snoop Dogg : R.B. Banks
- Zac Jaffee : Bill Maples
- Sarah Boatright : Riley
- Kayla Cruz : Veneshia
- Sulekha Ebelle : Vega
- Linus Ignatius : Sven
- Malik Reed : Wallace

### Épisode 23:Violence et préjugés
- États-Unis : 9 mai 2019 sur NBC
- Belgique : 25 septembre 2019 sur RTL-TVI
- France : 27 janvier 2020 sur TF1

- États-Unis : 3,66 millions de téléspectateurs[27] (première diffusion)

- Peter Gallagher : Chef Adjoint Williams Dodds
- Jacqueline Antaramian : la mère de Nahla
- Adam Green (acteur) : Carter Anderson
- Chantal Georges : porte-parole du jury
- Brandon Engman : Michael Schwartz
- Ryan Buggle : Noah Porter Benson
- Nazneen Contractor : Nahla Nasar
- Meredith Holzman : Naomi Ziegler
- Whitney Ann St. Ours : la barmaid
- Ami Brabson : Juge Karyn Blake
- Amir El-Bayoumi : Bashir Nasar
- Jonas Cohen : Stephen Kaplan
- Hilary Greer : Devora Schwartz
- Erica Camarano : Rachel Ortiz
- Kelly Lester : Madame Meyers
- Anthony Mecca : le musulman
- Richard Kind : William Biegel
- Adam Gagan : Chris Usmani
- Elise Hudson : Aida Galanis
- Jeanette Eng :  Reporter #3
- Ted Sutherland : Ari Kaplan
- Hadi Tabbal : Masud Faraj
- Dawn Yanek : Reporter #1
- Bob Ari : Ezra Zuckerman
- Titus Welliver : Rob Miller
- Jann Ellis : Regina Cole
- Bill Kocis : Reporter #2

### Épisode 24:Dernière partie
- États-Unis : 16 mai 2019 sur NBC
- Belgique : 25 septembre 2019 sur RTL-TVI
- France : 3 février 2020 sur TF1

- États-Unis : 3,58 millions de téléspectateurs[28] (première diffusion)

- Travis Mitchell :Sergent Carl Matthews
- Nahanni Johnstone : Vanessa Parker
- Michael Scott (acteur) : Frank Burton
- Bobby James Evers : Adam Rhodes
- Ryan Buggle : Noah Porter Benson
- Aida Turturro : Juge Felicia Catano
- Ger Payawal : porte-parole du jury
- Sherin Shetty : M.E. Carrie Stover
- Marilee Talkington : Golda Simon
- Ryan Vincent Anderson : James
- Quincy Giles : Lamar Jackson
- Richard Kind : William Biegel
- Annie Baltic : Lindsay Parker
- Callie Thorne : Nikki Staines
- Alex Cranmer : Hugo Parker
- Jillian Rose : Attica Staines
- Silas Anthony : Kevin Shea
- Mike McGowan : Alex Kay
- Jazzy Kae : Brooke Davis
- Titus Welliver : Rob Miller